# Scott G. Brown
Scott Gregory Brown, född 1966 i Ontario, Kanada, är filosofie doktor och forskare inom området tidig kristendom. Han har skrivit den första doktorsavhandlingen om det Hemliga Markusevangeliet, ett evangelium han anser vara en utökning av Bibelns Markusevangelium och skrivet av samma person som skrev det evangeliet.

## Biografi
Scott G. Brown föddes den 1 november 1966 i Mississauga, Ontario i Kanada. Han bedrev sina högre studier vid University of Toronto, där han avlade en kandidatexamen (BA) 1990, en magisterexamen (MA) 1992 och en filosofie doktorsexamen (PhD) 1999. 
Brown studerade både psykologi och religion, det senare med inriktning på de tidiga kristna evangelierna. Han disputerade med en avhandling om  Hemliga Markusevangeliet, ett evangelium han anser vara äkta och som han föredrar att benämna Det längre Markusevangeliet (LGM; Longer Gospel of Mark) eftersom det enligt honom är en mer neutral beteckning. Hans forskningsområden innefattar de inbördes litterära förhållandena mellan evangelierna, Betania på andra sidan Jordan, rituell orenhet, markinska berättartekniker, Filon av Alexandria, Klemens av Alexandria, tidig kristen mystik, och handskriftsanalys. Brown verkar som oberoende forskare, men föreläser emellanåt på University of Toronto.

## Browns vetenskapliga bidrag

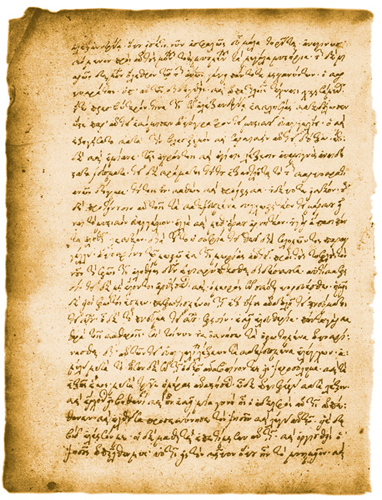
Sidan två av Klemens brev till Theodoros inskrivet på grekiska på eftersättsbladen i en bok från år 1646 i vad som förefaller vara 1700-talsstil. Det längre av de två citaten ur Hemliga Markusevangeliet inleds längst till vänster på den fjärde raden från slutet.

Browns vetenskapliga bidrag har främst varit inriktat på forskning om Hemliga Markusevangeliet, av Brown helst benämnt Mystiska Markusevangeliet eller Det längre Markusevangeliet. Han är den som har skrivit mest om ämnet, flest artiklar där han bemöter dem som argumenterar för att brevet är en förfalskning, och han får därför ses som den främste förespråkaren för uppfattningen att evangeliet är ett antikt dokument. År 1999 var han också den förste att disputera med en doktorsavhandling om Hemliga Markus. Brown menade där att de litterära berättartekniker som förekommer i Hemliga Markusevangeliet är desamma som de som också förekommer i Bibelns Markusevangelium, speciellt om man låter de bevarade citaten ur Hemliga Markus samverka med Markusevangeliet. Av bland annat den anledningen anser han evangeliet vara ett äkta evangelium och en utökning av Markusevangeliet gjord av Markus (författaren av Markusevangeliet) själv. År 2005 utkom Brown med boken Mark’s Other Gospel, som är en utökad och omarbetad version av doktorsavhandlingen, och där Brown argumenterar för äktheten såväl av Klemensbrevet, ställt till en viss Theodoros, som av det längre Markusevangelium som Klemens citerar ur i brevet.
Samma år som Brown utkom med sin bok, kom också Stephen C. Carlson ut med sin The Gospel Hoax. Carlson menade sig ha funnit tydliga tecken på att brevets upptäckare, Morton Smith, själv hade förfalskat brevet, och Carlsons bok kom att få ett stort genomslag med många som lät sig övertygas om att Smith hade förfalskat brevet.
Det blev i huvudsak Scott Brown som i en serie artiklar med början år 2006 på punkt efter punkt kom att bemöta Carlsons teorier. Carlson bemötte i en artikel år 2006 ett av de argument Brown framförde i sin bok, men har sedan dess endast i liten omfattning deltagit i debatten, och därför heller inte bemött Browns kritik. Brown påpekade brister i Carlsons handskriftsanalys (där Carlson menade att Smiths handstil liknade den i Klemensbrevet), såsom hans brist på erforderlig utbildning och erfarenhet och hans förbiseende av avgörande iakttagelser som måste till vid handskriftsanalys, hans felaktiga tillämpning av begreppen och metoderna, samt hans underlåtenhet att söka efter tecken på äkthet. I stället lät Brown jämföra Smiths grekiska handstil med den i brevet och menade sig ha funnit klara skillnader som tydde på att Smith inte skrivit brevet. Dessa iakttagelser fick senare stöd av den tränade handskriftsexpert som ansåg det vara mycket osannolikt att Smith skrivit brevet. Brown kom att bemöta hypoteserna att Smith skulle ha skapat en förfalskning för att antingen framställa Jesus som homosexuell, som ett skämt i syfte att lura andra, eller som ett kontrollerat experiment för att se vilka reaktioner detta skulle väcka hos andra forskare. Brown kritiserade Carlsons tolkning av saltmetaforen i brevet, och tillsammans med Allan Pantuck lät han också ta fram ett originalfoto av en handskrift och visa att Carlsons försök att binda handskriften däri till Smith samt att Smith skulle ha efterlämnat ledtrådar om sig själv som flintskallig bedragare, alltigenom baserade sig på felaktigheter.
Brown anser att Hemliga Markusevangeliet inte nämnvärt avviker från övriga bibliska evangelier och passar bra in i den alexandrinska kristendomen. Han anser att Morton Smith har feltolkat uppgifterna om evangeliet, och invänder primärt mot Smiths översättning av grekiskans mystikon euangelion till att vara ett ”hemligt evangelium” och hans tolkning av den scen där Jesus på natten undervisar den yngling han nyss uppväckt från de döda om Guds rikes mysterium, som en dopritual. Brown menar att mystikon i sammanhanget bättre bör förstås som ”mystiskt” – inte som ett evangelium som skulle ha varit hemligt, utan ett evangelium som innehöll dold undervisning, alltså sådant som kan uppenbara de mer förborgade kristna sanningarna för dem som är redo att förstå sådana. Han ser också den nattliga undervisningen som en berättelse om invigning och en symbol för lärjungaskapet, och han undrar varför vatten, avklädning eller nedsänkning inte förekommer i berättelsen om Jesus verkligen skulle ha döpt den unge mannen.

## Publikationer
- Brown, Scott G. (1999), ”The More Spiritual Gospel: Markan Literary Techniques in the Longer Gospel of Mark”, Ph.D. diss., University of Toronto.
- Brown, Scott G. (2002), ”Mark 11:1–12:12: A Triple Intercalation?”, Catholic Biblical Quarterly 64:  78–89, 720.
- Brown, Scott G. (2003), ”On the Composition History of the Longer (“Secret”) Gospel of Mark”, Journal of Biblical Literature 122:  89–110.
- Brown, Scott G. (2003), ”Bethany beyond the Jordan: John 1:28 and the Longer Gospel of Mark”, Revue Biblique 110:  497–516.
- Brown, Scott G. (2005), ”The Secret Gospel of Mark: Is It Real? And Does It Identify “Bethany beyond the Jordan”?”, Biblical Archaeology Review 1, January/February:  44–49, 60–61.
- Brown, Scott G. (2005). Mark’s Other Gospel: Rethinking Morton Smith’s Controversial Discovery. Waterloo, Ontario: Wilfrid Laurier University Press. ISBN 978-0889204614
- Brown, Scott G. (2006), ”Reply to Stephen Carlson”, The Expository Times 117:  144–149.
- Brown, Scott G. (2006), ”The Question of Motive in the Case against Morton Smith”, Journal of Biblical Literature 125:  351–383.
- Brown, Scott G. (2006), ”Factualizing the folklore: Stephen Carlson’s case against Morton Smith”, Harvard Theological Review 99:  291–327.
- Brown, Scott G. (2007), ”Essay review of The Secret Gospel of Mark Unveiled, by Peter Jeffery”, Review of Biblical Literature 09.
- Pantuck, Allan J.; Brown, Scott G. (2008), ”Morton Smith as M. Madiotes: Stephen Carlson’s Attribution of Secret Mark to a Bald Swindler”, Journal for the Study of the Historical Jesus 6:  106–125.
- Brown, Scott G. (2008). A Guide to Writing Academic Essays in Religious Studies. London & New York: Continuum. ISBN 978-0826498878
- Brown, Scott G. (2008), ”The Letter to Theodore: Stephen Carlson’s Case against Clement's Authorship”, Journal of Early Christian Studies 16:4:  535–572.
- Brown, Scott G.; Pantuck, Allan J. (2010), Stephen Carlson’s Questionable Questioned Document Examination, s. 1–8.
- Brown, Scott G. (2011). ”The Longer Gospel of Mark and the Synoptic Problem”. i Paul Foster et al.. New Studies in the Synoptic Problem: Oxford Conference, April 2008: Essays in honour of Christopher M. Tuckett. BETL; Leuven: Peeters. sid. 753–782.
- Brown, Scott G. (2011), ”My Thoughts on the Reports by Venetia Anastasopoulou”, Biblical Archaeology Review.
- Brown, Scott G. (2012), ”The Mystical Gospel of Mark: Part One”, The Fourth R 25/6:  5–10.
- Brown, Scott G. (2013), ”The Mystical Gospel of Mark: Part Two”, The Fourth R 26/1:  5–7, 18–22, 24.
- Brown, Scott G. (2013). ”Behind the Seven Veils, I: The Gnostic Life Setting of the Mystic Gospel of Mark”. i Tony Burke. Ancient Gospel or Modern Forgery? The Secret Gospel of Mark in Debate. Proceedings from the 2011 York University Christian Apocrypha Symposium. Eugene, Or.: Cascade Books. sid. 247–283. ISBN 978-1620321867
- Brown, Scott G.; Pantuck, Allan J. (2013). ”Craig Evans and the Secret Gospel of Mark: Exploring the Grounds for Doubt”. i Tony Burke. Ancient Gospel or Modern Forgery? The Secret Gospel of Mark in Debate. Proceedings from the 2011 York University Christian Apocrypha Symposium. Eugene, Or.: Cascade Books. sid. 101–134. ISBN 978-1620321867
- Brown, Scott G. (2016). ”Mar Saba 65: Twelve Enduring Misconceptions”. i Edmund P. Cueva & Javier Martínez. Splendide Mendax: Rethinking Fakes and Forgeries in Classical, Late Antique, and Early Christian Literature. Groningen: Barkhuis Publishing. sid. 303–330. ISBN 978-9491431982
- Brown, Scott G. (2017). ”Behind the Seven Veils, II: Assessing Clement of Alexandria’s Knowledge of the Mystic Gospel of Mark”. i Tony Burke. Fakes, Forgeries, and Fictions: Writing Ancient and Modern Christian Apocrypha: Proceedings from the 2015 York Christian Apocrypha Symposium. Eugene, Or.: Cascade Books. sid. 95–128. ISBN 978-1532603754